# Benzenraderbreuk

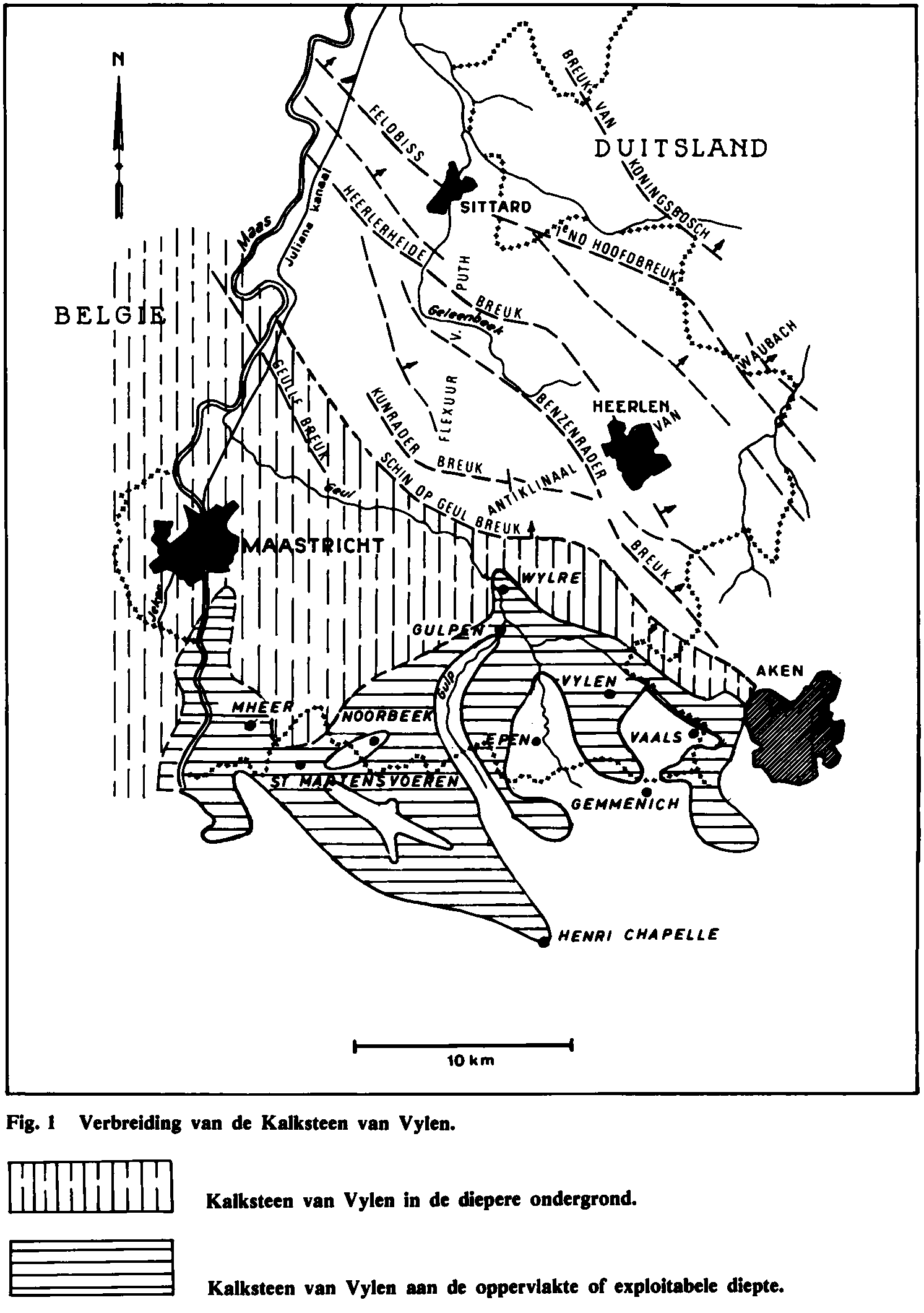

De Benzenraderbreuk is een geologische breuklijn in Nederlands Zuid-Limburg. 
De breuk is vernoemd naar Benzenrade.
De breuk loopt zuidoost-noordwest, grofweg parallel aan andere breuklijnen in het gebied. Naar het zuidwesten ligt de Kunraderbreuk en naar het noordoosten de Heerlerheidebreuk.

## Ligging
De breuk begint ongeveer ter hoogte van Geleen, verder lopend via Spaubeek, Nuth, Brommelen, Ten Esschen, (zuidwesten van) Welten, Benzenrade, Imstenraderbos en Imstenrade. De breuk loopt daarbij onder het Plateau van Graetheide, Geleenbeekdal, over de noordoostelijke rand van het Centraal Plateau en het Bekken van Heerlen. De Benzenraderbreuk vormt de zuidwestelijke grens van het dal van de Geleenbeek die grotendeels ten noordoosten van de breuk stroomt. Ook de A76 volgt grotendeels het tracé van de Benzenraderbreuk.

## Geologie
De Benzenraderbreuk maakt deel uit van het breuksysteem van de Roerdalslenk. Ten noordoosten van de breuk komt er geen Kunrader kalksteen aan de oppervlakte en ligt deze kalksteenlaag uit het Krijt onder een dikke laag afzettingen uit het Tertiair.